# 諜對諜
《諜對諜》（英語：Syriana）是2005年美國政治驚悚片，由史蒂芬·葛漢執導以及寫作，喬治·克隆尼監製及主演，根據CIA舊幹員羅伯特·貝爾的回憶錄改編。其他包括麥特·戴蒙、克里斯·庫柏、傑佛瑞·萊特領銜主演，電影地點橫跨歐亞美三洲，場景從德州、華盛頓特區、瑞士、西班牙以及中東，知名影評家羅傑·艾伯特形容本片為「超連結電影」。
本片也有獲得多項大獎以及提名，其中喬治·克隆尼就榮獲了奧斯卡最佳男配角獎，史蒂芬·葛漢所編寫的劇本也獲得了奧斯卡最佳原創劇本獎的提名。

## 演員表
| 演員               | 角色            | 備註                                                 |
| 佐治·古尼          | 包伯·邦斯       | 資深CIA中東幹員。                                    |
| 麥·迪文            | 布萊恩·伍德曼   | 能源分析師，與妻子和兩名小孩居住於日內瓦。           |
| 傑弗瑞·萊特        | 班奈特·哈樂戴   | 一名律師，替兩家石油公司康尼克與吉林併購案進行研究。 |
| 克里斯·庫柏        | 吉米·波普       | 吉林石油公司總裁。                                   |
| 威廉·赫特          | 史坦·高夫       | 邦斯的同事，CIA退休幹員。                            |
| 馬札·穆訥          | 瓦辛·阿姆·冠    | 巴基斯坦流浪漢，以前是康尼克公司的工人。             |
| 提姆·布萊克·尼爾森 | 丹尼·道頓       | 德州石油商，伊朗解放委員會成員之一。                 |
| 阿曼達·皮特        | 茱莉·伍德曼     | 布萊恩的妻子。                                       |
| 克里斯多福·普勒莫  | 狄恩·懷丁       | 史隆懷丁法律事務所創辦合夥人，班奈特的上司。         |
| 亞歷山大·賽迪      | 納瑟·艾沙巴王子 | 波斯灣王子。                                         |

## 獎項
| 頒獎典禮                       | 獎項                           | 得獎者          | 結果 |
| 第63屆金球獎                   | 最佳男配角獎                   | 喬治·克隆尼     | 獲獎 |
| 國家評論獎                     | 最佳改編劇本獎                 | 史蒂芬·葛漢     | 獲獎 |
| 第78屆奧斯卡金像獎             | 奧斯卡最佳男配角獎             | 喬治·克隆尼     | 獲獎 |
| 艾德格獎                       | 最佳電影劇本                   | 史蒂芬·葛漢     | 獲獎 |
| 第78屆奧斯卡金像獎             | 奧斯卡最佳原創劇本獎           | 史蒂芬·葛漢     | 提名 |
| 第59屆英國電影和電視藝術學院獎 | 最佳男配角獎                   | 喬治·克隆尼     | 提名 |
| 藝術導演協會                   | 傑出製作設計特色電影－當代電影 | 丹·威爾         | 提名 |
| 服裝設計師協會                 | 傑出服裝設計－當代設計         | 路易斯·福洛格利 | 提名 |
| 全美有色人種協會形象獎         | 傑出獨立或外國電影             |                 | 提名 |
| 銀幕演員協會                   | 傑出男配角                     | 喬治·克隆尼     | 提名 |
| USC劇本獎                      | 銀幕劇作                       | 史蒂芬·葛漢     | 提名 |
| USC劇本獎                      | 原著作者                       | 羅伯特·貝爾     | 提名 |
| 全美劇作家協會                 | 最佳改編劇本                   | 史蒂芬·葛漢     | 提名 |

## 外部連結
- 諜對諜官方網站（英文）
- 互联网电影数据库（IMDb）上《諜對諜》的资料（英文）
- 爛番茄上《諜對諜》的資料（英文）
- Metacritic上《諜對諜》的資料（英文）
- Box Office Mojo上《諜對諜》的資料（英文）
- Yahoo奇摩電影上《諜對諜》的資料（繁體中文）
- 豆瓣电影上《諜對諜》的資料 （简体中文）
- 開眼電影網上《諜對諜》的資料（繁體中文）
- 时光网上《諜對諜》的資料（简体中文）